# 萨摩麟
萨摩麟，也作萨摩兽，是长颈鹿科下已灭绝的一属，生活在中新世和上新世的欧亚大陆和非洲大陆。萨摩麟头上长有两个皮骨角，腿长较长。萨摩麟和山西兽属之间关系紧密。
2015年的一项研究在检测了来自希腊的大萨摩麟化石样本后发现，萨摩麟的颈长在长颈鹿和㺢㹢狓之间。